# Jozef Hollý
Jozef Hollý (8. července 1950 – 3. května 2020) byl slovenský fotbalista, obránce a záložník. Po skončení aktivní kariéry působí jako vedoucí mužstva Trenčína.

## Fotbalová kariéra
V československé lize hrál za Jednotu Trenčín. Nastoupil ve 113 ligových utkáních a dal 6 gólů. V nižších soutěžích hrál za Gumárne Púchov. Vítěz Slovenského a finalista Československého poháru 1978.

## Ligová bilance
| Ročník                                     | Zápasy | Góly | Minuty | Klub            |
| ------------------------------------------ | ------ | ---- | ------ | --------------- |
| 2. československá fotbalová liga 1974/1975 | –      | –    | –      | Jednota Trenčín |
| 1. československá fotbalová liga 1975/1976 | 30     | 1    | –      | Jednota Trenčín |
| 1. československá fotbalová liga 1976/1977 | 28     | 2    | –      | Jednota Trenčín |
| 1. československá fotbalová liga 1977/1978 | 27     | 2    | 2324   | Jednota Trenčín |
| 1. československá fotbalová liga 1978/1979 | 28     | 1    | 1566   | Jednota Trenčín |
| CELKEM                                     | 113    | 6    | 3890   |                 |